# 梅亚尼奥
梅亚尼奥，是西班牙加利西亚自治区蓬特韦德拉省的一个市镇。 总面积28平方公里，总人口5426人（2001年），人口密度194人/平方公里。